# Claire Loos
Claire Beck-Loos, en checo: Klára Becková-Loosová, née Klára Becková (Pilsen, Imperio austrohúngaro, 1904 - Riga, Letonia, 1942), fue una fotógrafa y escritora, tercera esposa del arquitecto Adolf Loos.
Hija del industrial Otto Beck, conoció al célebre arquitecto en Viena. Claire Beck Loos escribió Adolf Loos Privat, publicado por Johannes-Presse en Viena en 1936.
Claire Beck Loos y su madre Olga Feigl Beck se mudaron a Praga al principio de la Segunda Guerra Mundial, fueron deportadas a Theresienstadt en 1938. 
Ambas murieron en 1942 en el campo de concentración de Riga.